# Wiktor Czukarin
Wiktor Iwanowycz Czukarin (ukr. Віктор Іванович Чукарін, ur. 9 listopada 1921 w Krasnoarmijśkim, zm. 25 sierpnia 1984 we Lwowie) – gimnastyk ukraiński, reprezentant ZSRR.
Jego kariera sportowa rozwinęła się po II wojnie światowej, w czasie której walczył jako żołnierz Armii Czerwonej i trafił do niemieckiej niewoli.
Był 7-krotnym mistrzem olimpijskim: w wieloboju indywidualnym (1952, 1956), w ćwiczeniach na koniu z łękami (1952), skoku przez konia (1952), ćwiczeniach na poręczach (1956) i wieloboju drużynowym (1952, 1956). Był także trzykrotnym wicemistrzem olimpijskim: w ćwiczeniach na poręczach (1952), kółkach (1952) i ćwiczeniach wolnych (1956) i brązowym medalistą w skoku przez konia (1956) oraz mistrzem świata w wieloboju indywidualnym (1954). Zdobył najwięcej medali podczas igrzysk w Helsinkach, ponadto przez całe życie był i czuł się związany ze Lwowem, gdzie mieszkał w kamienicy przy ulicy Łyczakowskiej. We Lwowie w nowej dzielnicy mieszkaniowej Sichów upamiętniono go nazwą jednej z ulic.